# Hyles rosea
Hyles rosea är en fjärilsart som beskrevs av Adolf G. Closs. Hyles rosea ingår i släktet Hyles och familjen svärmare. Inga underarter finns listade i Catalogue of Life.